# Andrija Artuković
Andrija Artuković (Ljubuški, 19 novembre 1899 – Zagabria, 16 gennaio 1988) è stato un politico e avvocato croato, membro di spicco del movimento ultranazionalista e fascista Ustascia, oltre che ministro degli affari interni e ministro della giustizia nel governo dello Stato indipendente di Croazia (NDH) durante la seconda guerra mondiale in Jugoslavia.
Firmò le leggi razziali contro serbi, ebrei e rom e fu responsabile delle attività di una serie di campi di concentramento in cui furono torturati e assassinati oltre 100.000 civili. Dopo la guerra fuggì negli Stati Uniti dove visse fino all'estradizione in Jugoslavia nel 1986. Fu processato, ritenuto colpevole di una serie di omicidi di massa e quindi condannato a morte, la sentenza non fu eseguita. Morì in carcere nel 1988.

## Biografia

### Primi anni di vita e carriera
Andrija Artuković nacque il 19 novembre 1899, a Klobuk, vicino a Ljubuški da Marijan e Ruža Rašić. Fu uno dei 14 fratelli cresciuti in una fattoria. Studiò nel ginnasio francescano del monastero della vicina Široki Brijeg, e ottenne il dottorato in giurisprudenza presso l'Università di Zagabria nel 1924. Dal 1926 esercitò la professione di avvocato a Gospić, nella regione di Lika del Regno di Jugoslavia.

### Morte
Artuković morì per cause naturali nell'ospedale carcerario di Zagabria il 16 gennaio 1988. Suo figlio, Radoslav, chiese alle autorità jugoslave informazioni sulla sepoltura di suo padre. In Jugoslavia fu approvata una legge speciale secondo cui i resti dei condannati a morte, ma sfuggiti all'esecuzione, dovevano essere smaltiti allo stesso modo delle persone giustiziate. Non è chiaro cosa sia successo ai suoi resti.
Nel 2010, su richiesta di Radoslav (uno dei figli di Artuković originario della California), il presidente del Comitato croato Helsinki per i diritti umani, Ivan Zvonimir Čičak, chiese alle autorità di indagare su cosa fosse successo ai resti.

## Incarichi negli Ustaše
Artuković si unì all'organizzazione nazionalista croata Ustaše costituita nel 1929, nel 1932 fu uno degli organizzatori della piccola rivolta di Velebit, che si risolse con l'attacco a una stazione della gendarmeria jugoslava da parte di un gruppo di Ustaše. Artuković fuggì dalla Jugoslavia prima dell'inizio della rivolta, passando da Fiume verso Venezia il 31 agosto. Al suo arrivo in Italia, il poglavnik degli Ustaše, Ante Pavelić, nominò Artuković aiutante di Quartier generale degli Ustaše e comandante di tutti gli Ustaše in Italia, e con Artuković adottarono lo pseudonimo di "Hadžija" (pellegrino). La rivolta che aiutò a organizzare fu rapidamente e brutalmente repressa dalle autorità jugoslave, che portarono agli Ustaše un po' di attenzione pubblica e prestigio.
In Italia, Artuković entrò in conflitto con un gruppo di sostenitori del connazionale Ustaša Mijo Babić (noto come "Giovanni"). Alla fine del 1933, Artuković lasciò l'Italia. Successivamente si recò a Budapest e poi a Vienna dove fu arrestato e brevemente detenuto nel marzo 1934 prima di essere espulso dall'Austria. Ritornato a Budapest, dopo aver incontrato Pavelić a Milano all'inizio di ottobre, si recò a Londra dove fu arrestato dopo l'assassinio del re jugoslavo Alessandro I a Marsiglia, in Francia.
Dopo il suo arresto fu consegnato alle autorità francesi e trascorse tre mesi in prigione a Parigi. Nel gennaio 1935 fu estradato in Jugoslavia e, dopo 16 mesi trascorsi in carcere a Belgrado, fu assolto dal Tribunale per la Protezione dello Stato. Fu rilasciato il 16 aprile 1936 e tornò brevemente a Gospić prima di recarsi in Austria a maggio. In seguito si recò in Germania, dove fu coinvolto nella diffusione della propaganda di Ustaše. All'inizio del 1937 visse a Berlino quando fu interrogato dalla Gestapo e, minacciato di arresto, fuggì in Francia. Seguì un periodo a Budapest e in seguito ritornò a Berlino. Alla fine degli anni '30, gli Ustaše avevano adottato i principi fascisti del loro finanziatore e protettore, l'Italia.

## Incarichi nello Stato indipendente di Croazia

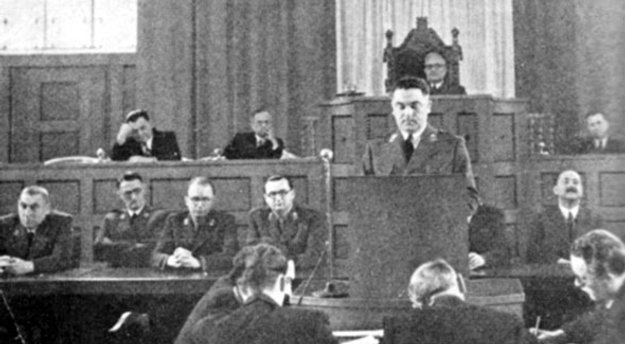
Andrija Artuković pronuncia un discorso al Sabor nel 1942

Alla fine di marzo 1941, la Jugoslavia si unì all'Asse, ma due giorni dopo un colpo di Stato pro- Alleato rovesciò il governo che aveva firmato il trattato. Adolf Hitler decise quindi di invadere e smembrare la Jugoslavia. L'invasione della Jugoslavia da parte dell'Asse all'inizio di aprile sconfisse completamente l'esercito jugoslavo e il paese fu smembrato tra le potenze dell'Asse. Prima della capitolazione del governo jugoslavo, i tedeschi progettarono la creazione dello Stato indipendente di Croazia dove misero al comando Pavelić e gli Ustaše.
Slavko Kvaternik, il più anziano degli Ustaše ancora in Jugoslavia, proclamò lo Stato indipendente di Croazia il 10 aprile 1941, permettendo ad Artuković di rientrare a Zagabria. Il 12 aprile, Kvaternik formò un governo ad interim dove fu presente Artuković. Pavelić arrivò a Zagabria il 15 aprile, e il giorno successivo Artuković divenne ministro dell'Interno nel primo governo croato. In quanto membro della fidata cerchia ristretta di Pavelić, Artuković eseguì gli ordini che gli furono consegnati.
Il 17 aprile, per conferire autorità alle politiche degli Ustaše nei confronti di serbi, ebrei, rom e croati e bosniaci, Pavelić proclamò il decreto legge sulla difesa del popolo e dello Stato: il decreto vietò a qualsiasi persona di agire contro il popolo croato e i suoi interessi, per i quali la pena prevista fu la morte. Tali presunti reati dovevano essere trattati in modo sommario da una giuria simile a una corte marziale. Il 22 aprile, Artuković annunciò che il governo avrebbe risolto la "questione ebraica" allo stesso modo del governo tedesco e una settimana dopo proclamò ulteriori leggi razziali sostenendo la politica del terrore. Queste prime e successive leggi razziali furono formulate in modo vago, consentendo un'ampia interpretazione. L'organizzazione incaricata di far rispettare queste leggi fu la direzione dell'ordine pubblico e della sicurezza, subordinata al ministero dell'Interno di Artuković. La direzione fu istituita a maggio e fu guidata da Eugen "Dido" Kvaternik, figlio di Slavko Kvaternik.
Nel frattempo, Artuković partecipò alle trattative sul confine italo-croato che ebbero luogo tra Pavelić e il ministro degli Esteri italiano, il conte Galeazzo Ciano, a Lubiana, annessa nel frattempo all'Italia il 25 aprile 1941. Gli italiani rivendicarono l'intera sponda orientale dell'Adriatico, ma Pavelić fece una controfferta della parte di Dalmazia che fu già offerta all'Italia nel Trattato segreto di Londra del 1915. Il precedente accordo Pavelić-Ciano divenne la base per il Trattato di Roma, con cui si cedettero queste aree all'Italia, e a metà maggio, in occasione della firma del trattato, Artuković accompagnò Pavelić.
Il 6 giugno, Artuković accompagnò di nuovo Pavelić durante la sua visita ad Adolf Hitler. Il 24 febbraio 1942, in occasione dell'apertura del parlamento croato (in croato: Sabor), Artuković annunciò la creazione della Chiesa ortodossa croata, destinata a sostituire la Chiesa ortodossa serba per i serbi che vivevano all'interno di NDH. Durante lo stesso discorso, promise che NDH avrebbe intrapreso un'azione più radicale contro gli ebrei rispetto alla Germania nazista, riferendosi al popolo ebraico di NDH come "parassiti insaziabili e velenosi" che sarebbero stati distrutti, e affermando che i croati furono costretti a servire gli ebrei alla ricerca dei loro profitti "sporchi" e delle ambizioni "materialistiche e avidi". Questo discorso precedette una campagna sistematica avviata contro gli ebrei croati, la quale incluse le deportazioni di massa nei campi di concentramento prima e poi nei campi di sterminio tedeschi. Dopo il rimpasto di governo del 10 ottobre 1942, Artuković divenne Ministro della Giustizia e della Religione, in seguito dal 29 aprile 1943 al 1º ottobre 1943 fu di nuovo Ministro dell'Interno. Fu Segretario di Stato dall'11 ottobre 1943 fino al crollo dello Stato Indipendente di Croazia l'8 maggio 1945.

## Emigrazione, rimpatrio e processo
Insieme ad membri del governo, lasciò Zagabria il 6 maggio 1945 verso l'Austria, in seguito agli eventi del massacro di Bleiburg. Fu detenuto in un campo alleato a Spittal an der Drau. Il 18 maggio 1945, gli inglesi estradarono alcuni ministri croati e il primo ministro Nikola Mandić alle autorità jugoslave. Artuković non fu estradato, ma fu presto rilasciato con i ministri rimasti. Lasciò la zona di occupazione britannica, poi attraverso la zona americana arrivò nella zona francese dove si riunì alla sua famiglia.
Nel novembre 1946 attraversò il confine tra Austria e Svizzera. In Svizzera dichiarò un nome falso, Alois Anich, e un visto falso. Nel febbraio 1947 chiese alle autorità svizzere di ottenere un passaporto Nansen. Alcuni mesi dopo, fu scoperta la sua vera identità: la Svizzera gli offrì di conservare il passaporto Nansen a condizione che lui e la sua famiglia lasciassero la Svizzera entro il 15 luglio 1947. Esattamente in quella data, presero un aereo per l'Irlanda; circa un anno dopo, entrarono negli Stati Uniti con visto turistico e si stabilirono a Seal Beach, lavorando nell'azienda di proprietà del fratello. In quanto sotto accusa per crimini di guerra, perpetratore di porrajmos e funzionario di Ustaše, non fu in possesso dei requisiti utili per lo status legale negli Stati Uniti ma rimase comunque nel paese dopo aver superato la scadenza del visto.
Nel luglio 1945, la Commissione Statale Jugoslava per le Indagini sui Crimini degli Occupanti e dei loro Alleati dichiarò Artuković un criminale di guerra. Il governo della RSF Jugoslavia presentò richiesta per la sua estradizione il 29 agosto 1951, pur incontrando un ritardo burocratico di sette anni a Los Angeles per l'influenza della comunità di emigrati croati e dell'arcidiocesi cattolica romana di Los Angeles, a cui si rivolsero Artuković con la sua famiglia.
Il 15 gennaio 1959, il commissario statunitense Theodore Hocke respinse la richiesta di estradizione jugoslava, motivando il rifiuto per l'estradizione:« [...] poiché i crimini per i quali è stata richiesta l'estradizione sono stati ritenuti politici dal tribunale, se Artuković fosse stato deportato in Jugoslavia, sarebbe stato "soggetto a persecuzione fisica"». Quando il servizio di immigrazione e naturalizzazione degli Stati Uniti sollevò la questione della base giuridica della permanenza negli Stati Uniti di un gran numero di associati e/o collaborazionisti della Germania nazista, le autorità jugoslave rinnovarono la loro richiesta di estradizione nei confronti di Artuković. Fu arrestato il 14 novembre 1984 e poi avviato il processo a New York. Artuković fu perseguito dall'Office of Special Investigations (OSI), considerato il "macellaio dei Balcani". Fu ordinata l'estradizione in Jugoslavia l'11 novembre 1986, dove fu processato presso il tribunale distrettuale di Zagabria.
Fu ritenuto colpevole di:
- aver ordinato la morte di Ješa Vidić, avvocato ed ex membro dell'Assemblea nazionale jugoslava, all'inizio del 1941;
- aver ordinato l'esecuzione di 450 tra uomini, donne e bambini alla fine del 1941 per la mancanza di spazio nel campo;
- aver ordinato l'uccisione dell'intera popolazione della città di Gvozd e dei villaggi circostanti nel 1942;
- aver ordinato l'esecuzione di "diverse centinaia" di prigionieri nel castello di Samobor vicino a Zagabria nel 1943, facendoli condurre in uno spazio aperto, dove furono mitragliati e poi schiacciati dai carri armati.

La corte ritenne che l'intento di Artuković avesse avuto origine dal "suo orientamento Ustaše, per cui persecuzioni, campi di concentramento e uccisioni di massa di serbi, ebrei, zingari, nonché croati che non accettavano l'ideologia, facevano parte dell'attuazione di un programma di creazione di una Croazia pura". Condannandolo a morte, la corte lo descrisse come uno degli "assassini spietati, che con la motivazione di "proteggere la purezza di razza e di fede" e con lo scopo di realizzare la loro ideologia nazifascista, [...] uccisero, massacrarono, torturarono, paralizzarono, esposero a grandi sofferenze e perseguitarono migliaia e migliaia di persone, tra cui donne e bambini". Fu condannato a morte, ma la sentenza non fu eseguita a causa dell'età avanzata e delle cattive condizioni di salute.

### Libri
- Hirad Abtahi e Gideon Boas, The Dynamics of International Criminal Justice: Essays in Honour of Sir Richard May, Leiden, BRILL, 2005, ISBN 978-90-474-1780-4.
- Nevenko Bartulin, The Racial Idea in the Independent State of Croatia: Origins and Theory, BRILL, 2013a, ISBN 978-90-04-26282-9.
- Nevenko Bartulin, Honorary Aryans: National-Racial Identity and Protected Jews in the Independent State of Croatia, Palgrave Macmillan, 2013b, ISBN 978-1-137-33913-3.
- Richard Breitman, U.S. Intelligence and the Nazis, Cambridge University Press, 2005, ISBN 978-0-521-61794-9.
- Cathie Carmichael, Ethnic Cleansing in the Balkans: Nationalism and the Destruction of Tradition, Routledge, 2003, ISBN 978-1-134-47953-5.
- Cathie Carmichael, Richard C. Maguire (a cura di), The Routledge History of Genocide, Taylor & Francis, 2015, ISBN 978-1-317-51483-1.
- David M. Crowe, Crimes of State Past and Present: Government-Sponsored Atrocities and International Legal Responses, Routledge, 2013, ISBN 978-1-317-98681-2.
- Jacques Kornberg, The Pope's Dilemma: Pius XII Faces Atrocities and Genocide in the Second World War, Toronto, University of Toronto Press, 2015, ISBN 978-1-4426-2828-1.
- Raphael Lemkin, Axis Rule in Occupied Europe, Clark, The Lawbook Exchange, 2008, ISBN 978-1-58477-901-8.
- Mark Levene, Annihilation: Volume II: The European Rimlands 1939-1953, Oxford, Oxford University Press, 2013, ISBN 978-0-19-968304-8.
- David Bruce Macdonald, Balkan Holocausts?: Serbian and Croatian Victim Centered Propaganda and the War in Yugoslavia, Manchester University Press, 2002, ISBN 978-0-7190-6467-8.
- Paul Mojzes, Balkan Genocides: Holocaust and Ethnic Cleansing in the Twentieth Century, Rowman & Littlefield, 2011, ISBN 978-1-4422-0663-2.
- Edmond Paris, Genocide in Satellite Croatia, 1941-1945: A Record of Racial and Religious Persecutions and Massacres, Chicago, American Institute for Balkan Affairs, 1961.
- (HR) Jovo Popović, Suđenje Andriji Artukoviću i što nije rečeno, Zagreb, Stvarnost, 1986, ISBN 86-7075-066-X.
- Christopher Pyle, Extradition, Politics, and Human Rights, Temple University Press, 2001, ISBN 978-1-56639-823-7.
- Sabrina P. Ramet, Mario Jareb e James J. Sadkovich, Personalities in the History of the NDH, in Sabrina P. Ramet (a cura di), The Independent State of Croatia 1941–45, New York, Routledge, 2007,  pp. 95-100, ISBN 978-0-415-44055-4.
- (HR) Slaven Ravlić, Tko je tko u NDH, a cura di Zdenko Dizdar, Marko Grčić, Slaven Ravlić, Darko Stuparić, Zabreg, Minerva, 1997,  pp. 11-12, ISBN 978-953-6377-03-9.
- Jozo Tomasevich, War and Revolution in Yugoslavia, 1941–1945: Occupation and Collaboration, vol. 2, Stanford, Stanford University Press, 2001, ISBN 978-0-8047-3615-2.
- Rory Yeomans, Visions of Annihilation: The Ustasha Regime and the Cultural Politics of Fascism, 1941–1945, University of Pittsburgh Press, 2013, ISBN 978-0-8229-7793-3.

### Siti Web
- Andrija Artukovic, "Butcher of Balkans", Dies in Jail, in The Post-Standard, Syracuse, Advance Publications, 19 gennaio 1988. URL consultato l'11 gennaio 2016.
- Judy and Mark M. Richard Feigin, The Office of Special Investigations: Striving for Accountability in the Aftermath of the Holocaust, US Department of Justice, Criminal Division, dicembre 2006,  pp. 239-258.
- (HR) Jadranka Jureško-Kero, Radoslav Artuković, sin ministra u NDH: Želim pokopati oca!, in Večernji list, 28 giugno 2010. URL consultato il 4 marzo 2012.
- Ted Rohrlich, Artukovic, Extradited as Nazi War Criminal, Dies January 19, 1988, in Los Angeles Times, Los Angeles, 19 gennaio 1988. URL consultato il 5 gennaio 2015.